# Joker (bande dessinée)
Pour les articles homonymes, voir Joker.
Joker est un roman graphique écrit par Brian Azzarello et illustré par Lee Bermejo publié en 2008 par DC Comics. Il est centré autour du personnage du Joker issu de l'univers de Batman, et situé dans un univers alternatif à l'histoire officielle de DC Comics. Raconté par un homme de main du Joker, ce comics propose une relecture du personnage du Joker dans une ambiance sombre et aboutie,.

## Synopsis
Johnny Frost, un habitant de Gotham City, se porte volontaire pour aller chercher le Joker, qui a réussi à se faire déclarer mentalement sain, à l'Asile d'Arkham d'où il sort. Celui-ci le prend immédiatement sous son aile et le prend comme chauffeur. Frost emmène alors le Joker au repaire de Killer Croc, et vont ensemble dans une boîte de strip-tease, le "Grin and Bear it", où ils rencontrent Monty, un ancien associé du Joker dont ce dernier accuse d'avoir fait preuve de faiblesse, permettant à ses ennemis de s'accaparer ses territoires. Avec l'aide d'Harley Quinn, le Joker le punit en le dépècant et le fait paraître sur la scène, choquant l'assemblée à laquelle il demande si quelqu'un veut l'aider à reprendre son territoire que ses anciens associés ont vendu.
Le matin suivant, le Joker braque une banque et enlève le Pingouin avec Killer Croc puis demande à celui-ci d'investir l'argent qu'il vient de voler pour pouvoir récupérer plus d'argent. Par la suite, le Joker s'engage dans une suite de meurtres, perpétrés par lui-même pour punir les criminels qui lui ont volé son territoire et son argent. Informé par le Pingouin qu'Harvey Dent, chef de la pègre locale, est en colère contre lui, le Joker essaie de l'appeler, sans succès, et détruit par colère le téléphone, assassine gratuitement et sauvagement un des hommes de mains de Killer Croc et incendie le bar de strip-tease.
Peu après, Johnny Frost est capturé par Harvey Dent, qui le prévient que le Joker le tuera. Après quoi, Frost participe à une rencontre entre le Joker et le Sphinx, présenté comme un trafiquant d'armes boiteux, qui donne au Joker un attaché-case contenant quelque chose censé être "impossible à voler". En repartant, le gang du Joker est attaqué par des policiers hors-service engagés par Double-Face et Frost sauve le Joker de la mort.
Le Joker s'engage alors dans une guerre de territoire contre Double-Face, lui demandant de se rencontrer. Durant cette rencontre au Zoo de Gotham City, le Joker donne l'attaché-case à Dent et lui annonce qu'il sait qu’il a deux femmes (une par personnalité). Le clown du crime menace de révéler publiquement cette information, ce qui cristalliserait l’image et la réputation de Double-Face. La rencontre s'envenime rapidement et le Joker avec l’aide d’Harley Quinn, abat tous les hommes de mains d’Harvey Dent puis lui chuchote quelque chose à l'oreille avant de s'en aller.
Après avoir aidé Johnny Frost à récupérer son ex-femme Shelly des mains de Double-Face, le Joker la viole impunément pour le punir de ne pas avoir révélé sa rencontre avec Harvey Dent, disant qu'ainsi ils "étaient quittes". Plus tard, un Dent désespéré et affaibli peint le symbole de Batman sur un projecteur et demande à celui-ci d'arrêter le Joker, car ce dernier lui a dit qu'il connaissait un moyen de tuer l'une de ses personnalités. Quand le Joker et Frost retournent à l'immeuble où ils vivent, ils trouvent une fenêtre cassée en arrivant. Ils vont ensuite au repère de Killer Croc mais Batman les a déjà tous neutralisés.
Dans une dernière tentative pour s'échapper, le Joker et Johnny Frost fuient au pont de Gotham, où Batman les attend. Le Joker, prenant Frost en otage sans aucune raison valable discute avec Batman. Ce dernier provoque le prince du crime de Gotham qui se venge sur Frost et ouvre gratuitement le feu sur lui à plusieurs reprises. Tandis qu'ils se battent, un Johnny Frost aux portes de la mort rampe jusqu'au bord du pont. 
Devenant lucide pour la première et dernière fois face aux monstruosités du Joker qui vient de le trahir malgré sa loyauté indéniable et tous les sacrifices qu’il a fait pour lui, Johnny Frost réalise que le clown n’est que violence, chaos et inhumanité et qu’il finit toujours par détruire tous ceux qu’il fréquente. Dans ses pensées, il le traite de « maladie » et affirme avant de mourir : « Il y aura toujours un bouffon. Un Joker. Contre lui, il n'est aucun remède. Aucun traitement. Juste un Batman ».
À ses mots, Johnny Frost se jette dans le vide, tandis que le Joker se moque pertinemment de sa chute, trop occupé à se battre avec Batman.

## Mots des auteurs Brian Azzarello et Lee Berjemo
« Nous considérons ce récit comme une contrepartie à LUTHOR mais contrairement à Luthor, le Joker n'en sera pas ici le narrateur. Nous pensons que ce serait non seulement une erreur mais que cela desservirait aussi le personnage. Il est fou à lier (c'est très important) et sa grande force lui vient précisément du fait que personne n'est en mesure de savoir ce qu'il pense.

Ainsi, c'est Johnny Frost qui sera notre guide dans la psyché du Joker, un petit truand tout récemment intégré au gang. [...] Nous verrons les choses à travers son regard : les humeurs instables du Joker, sa grande brutalité, ses inextricables poussées de gentillesse, ses brefs instants de lucidité et enfin, les raisons de son obsession pour Batman. »   

## Réception critique
Le roman graphique a reçu des critiques généralement positives. Le site web IGN a commenté : « Le Joker de Brian Azzarello et Lee Bermejo est une œuvre profondément dérangeante et totalement déconcertante, une réussite littéraire qui, aux côtés de The Killing Joke d'Alan Moore, figure parmi les rares tentatives réussies de percer les mystères de l'impénétrable psyché du Joker. » Le site AICN a noté que « l'histoire est captivante, notamment l'affrontement déchirant à la fin du livre, et le dessin est d'une qualité alléchante. »

## Adaptations

### Films
Le personnage de Jonny Frost apparaît dans le rôle de l'un des hommes de main du Joker dans le film Suicide Squad de 2016, interprété par l'acteur Jim Parrack,. Harley Quinn est également représentée dans le rôle d'une strip-teaseuse de boîte de nuit, comme dans la bande dessinée.
Au San Diego Comic-Con de 2016, Brian Azzarello, le scénariste du roman graphique déclare qu'il souhaitait adapter son roman en film d'animation.

## Éditions
- 2009 : Joker (Panini Comics, collection DC Icons) : première édition française
- 2013 : JoKer (Urban Comics, collection DC Deluxe) : deuxième édition francaise